# 메소포타미아 건축

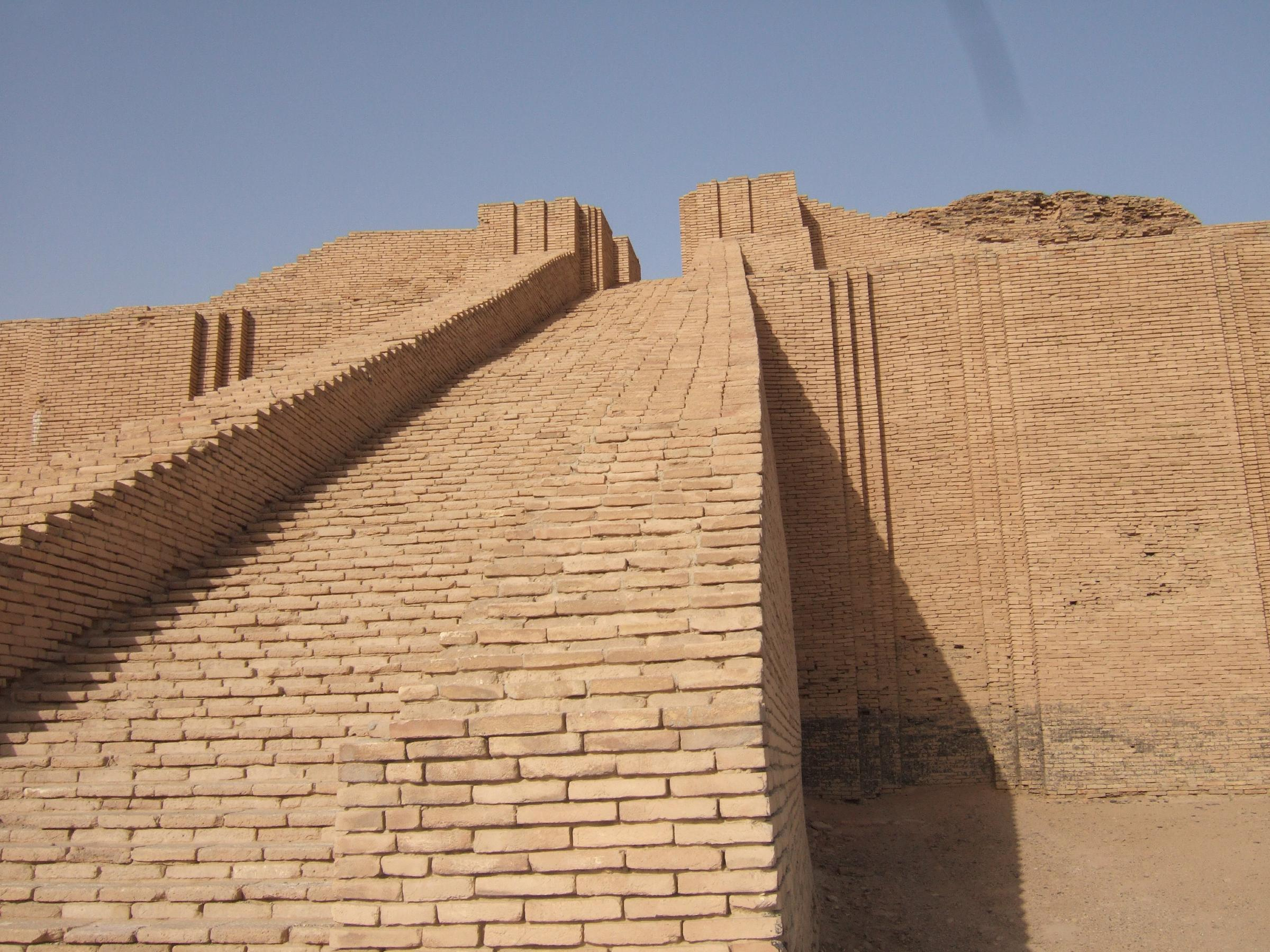
재건축된 수메르 바빌론

아래는 메소포타미아의 건축에 대한 내용이다.

## 수메르－아카드
건축의 유구는 키시·우르·우루크 등 수메르인이 만든 도시가 있으나, 예컨대 키시 궁전의 예와 같이 햇볕에 말린 벽돌과 이긴 흙의 벽이 있고 중정(中庭)의 둘레에 원주(円柱)를 세운 회랑(廻廊)이 둘러져 있는 플랜과, 원주가 특별한 형(型)의 햇볕에 말린 벽돌로 되어 있다는 것, 벽에 동물이나 사람의 형태를 조개껍질을 사용한 상감(象嵌)장식이 있다는 것을 알 수 있다. 신전 건축은 보통 주택의 플랜을 확대하고 호화롭게 한 것인데 직사각형인 중전의 한구석에 있는 소실(小室)에서 예배소로 통하는 가늘고 긴 형식으로 신좌(神座)·공양대(供養臺)·관전용(灌奠用)의 수반(水盤) 등을 설비하고 있다. 지상의 유적과 더불어 초기왕조를 대표하는 것은 우르의 왕묘인데 호화롭고 현란한 금과 부장품, 많은 공예 유품의 발굴은 세계를 놀라게 하였다. 묘실은 석회암의 조석(粗石)에 점토를 보충해 벽을 만들고 석회암 또는 소성연와(燒成煉瓦)를 사용하여 까치발 천장, 궁륭천장(穹隆天障), 원통천장(円筒天障)을 만들었고 그 기술의 진보는 후세에 여러 가지 영향을 주었다. 또 연와의 형식은 직사각형인 평평한 것으로부터 한편은 평평하지만 한편은 불룩한 철형(凸型)의 연와로 변하여 수메르인이 애호한 형식으로서 주목되고 있다. 아카드 시대의 제왕(諸王)은 외적의 토벌과 반란 진압에 쫓기어 건축 유물을 거의 남기지 않았다.

## 바빌로니아
기원전 19세기에서 16세기 바빌로니아제국의 건축 유적으로서 유프라테스 하반(河畔)의 우르와 중부 유프라테스 하반에 있는 도시국가인 마리를 들 수 있다. 우르의 도시 유적은 신전을 신역(神域)에 모은 형식을 취하지 않고 넓은 지역에 분산해 있는 플랜을 가지고 있었다. 신전 건축으로서는 닌갈 여신을 모신 신전이 주목되며, 240m2의 부지를 두꺼운 벽으로 둘러싼 경내에는 예배용 제단과 외정(外庭), 제사를 지내는 내진(內陣)과 내정(內庭)을 중심으로 한 신전과 소예배전 및 제사자(祭司者)의 주택 등이 격벽(隔壁)으로 구획되어 있고, 더구나 배수구와 포장한 바닥을 설치하여 수메르 신전 건축의 전통을 잘 전해주고 있다. 일반 주택은 무계획하게 세워져 규모와 방수도 일정치 않다. 발굴에 의하여 이층집의 주택과 빵집·요리점·대장간 등이 발견되었다. 마리의 도시 유적은 1933년에 우연히 발견되어 그 후 조직적인 발굴로서 많은 새로운 사실을 알게 되었다. 당시의 도시계획은 지상 지배자 권위가 강화되었던 경향을 반영하여 신전 건축보다 궁전의 규모가 컸다. 특히 마리의 대왕궁은 220실(室)로 되어 그 계획은 크레타의 라비린토스의 영향을 받아 미로(迷路)를 구성하고 있다. 벽이 두껍게 포장된 궁전은 타일을 붙인 방과 창고, 2만4천장의 점토판(粘土板)을 소장한 도서관, 프레스코의 대벽화 등이 발견되었다. 신전 건축에는 이스타르 신전, 닌쿠르사그 신전, 다곤 신전과 지구라트의 기단(基壇) 등이 있었는데 거의 함무라비왕에 의하여 파괴되었다. 일반 주택도 안뜰을 둘러싼 가늘고 긴 방의 형식으로 혼잡하게 구성되어 그 자연발생적 성격을 반영하고 있다.

## 신바빌로니아
기원전 7세기에서 6세기 신바빌로니아 제국의 건축 유적은 고(古) 바빌로니아 시대(기원전 19세기~16세기)의 우르와 볼시파 등지가 왕조 창시자인 나보폴라사르와 네부카드네자르 2세에 의하여 재건되었다. 볼시파는 수도의 중심부에 나부·나나·신 세 신전과 지구라트를 세웠고 길은 기준에 정한 방향으로 닦았으며 사방 1.5km의 주위에 호(濠)를 파는 도시계획이었다. 이러한 형식은 앗시리아 도시와 전혀 다른 것이다. 그러나 이 시대의 대표적인 도시 유적은 바빌론일 것이다. 플랜은 거의 4각형인데 중앙에 유프라테스강이 남북으로 뚫려 흐르고 그 왼편 강가, 즉 도시의 중심이 되는 지점에 최고신(最高神)인 마르두크 신전과 바벨탑으로 유명한 지구라트를 포함한 신역(神域)이 있는데, 이것은 전통적인 형식을 답습한 것이다. 왕궁과 부속된 요새(要塞) 건축은 북단 중앙부를 차지하고 있다. 왕궁은 중정(中庭)에 연속하는 구성으로 전체적인 플랜은 장방형이었다. 이 성채(城砦)의 동북 구석진 곳에 아치 천장을 가진 다수의 협소한 방이 있는데 이것은 헤로도투스 이래의 유명한 옥상정원(屋上庭園)의 하부구조라 생각되고 있다. 지구라트는 한 변이 90m, 높이 90m에 이를 만큼 거대하고, 마르두크 신전은 각각 80m와 85m의 규모이며, 특히 금박(金箔)으로 장식한 예배소의 호화로움으로 미루어 당시의 신전이 얼마나 웅장하였는가를 짐작할 수 있다. 길은 왕궁 앞에서 남북으로 마르두크 신전까지의 개선도로(凱旋道路)와 여기에 90도로 교차하는, 성역에서 나온 마르두크 가로는 주요한 도로로서 규칙 바른 형식이었다.

## 아시리아
건축으로서는 앗시리아제국 역대의 왕들이 만든 아슈르·님루드(카라크)·두르 샤르루킨·니네베 등 북부 메소포타미아 지방에 산재한 도성(都城) 유적의 발굴을 통하여 그 모습을 찾아 더듬어본다. 앗시리아의 발상지 아슈르는 아누·아다드 양신의 합사형식(合祀形式)의 신전과, 왕궁이 도성의 북부에 정비되어 왕권의 확대와 전정(專政)에 의한 신장(伸張)과 더불어 왕이 거처하는 왕궁이 도시의 중심지에 위치하는 변화의 과정을 잘 보여 주고 있다. 도성의 성벽은 유례없이 높이 솟고 두꺼워 기원전 706년 구축된 두르 샤르루킨성의 경우 두께가 28m에 이르고 있다. 군사 방위태세의 강화는 피압박 민족의 참혹한 취급에서 오는 불안한 시대상을 반영하여 도시 계획에서도 그 영향을 찾아볼 수 있다. 성문에서 성문으로 가는 가로는 마치 골목처럼 만곡(灣曲)과 교차의 형식을 취하여 조망(眺望)을 방해하고 있다. 건물의 기초에는 북메소포타미아산(産)의 석재를 풍부하게 사용하고 가옥은 볕에 말린 벽돌이나 목재를 사용하였으며, 내부 장식의 요벽(腰壁)이나 입구에 앨러배스터제(製)나 동석제(凍石製)로 부조한 화장판이 끼워져 있었다. 도성내의 일반 주택은 웅대·화려한 궁전과 신전에 비하여 빈약하고 검소한 것으로 천막생활까지 했다는 것을 카라크의 테메노스 부근의 발굴로 알려졌다. 귀족의 저택은 중정(中庭)을 중심으로 방이 사방에 만들어지는 형식을 취하고 그것을 복잡하게 짠 것이 궁전 건물이었다. 아슈르 나시르 팔 2세가 세운 카라크의 테메노스 궁전은 사무를 취급하는 장소, 옥좌를 포함한 의식 알현(謁見)의 방, 거실 등 세 형식의 건축으로 나뉘어 있다. 이에 대해 두르 샤르루킨의 사르곤 2세의 궁전은 양간(陽乾) 연와를 중심으로 석재와 소성연와로 구축한 높은 기단(基壇) 위에 구축되어 저택의 건축 형식과 상당히 다른 구조를 가지고 있으며, 홀과 계단의 결합 형식과 중정(中庭)의 배치 등에 특색을 볼 수 있는 한편, 소아시아와 시리아 방면에서 발견되는 독특한 궁전 형식인 비트 히라니 양식을 채용하였으며 그 후 앗시리아 건축 양식의 기본이 되었다. 신전 건축은 궁전 건축에 부속되고 있는 경우가 많아 측면 출입 양식의 지붕과 전실(前室) 다음에 깊숙한 내진(內陣)을 설치하여 거기에 벽감(壁龕)이 만들어져 있다. 성탑 지구라트는 4단 내지 6단의 정방형 또는 장방형의 탑을 쌓아올린 고탑형식(高塔形式)이 되어 멀리서도 바라볼 수 있다.

## 참조
- 이 문서에는 다음커뮤니케이션(현 카카오)에서 GFDL 또는 CC-SA 라이선스로 배포한 글로벌 세계대백과사전의 내용을 기초로 작성된 글이 포함되어 있습니다.